# Henryk Stefanik
Henryk Tadeusz Stefanik (ur. 26 lutego 1924 w Potoku-Senderkach, zm. 25 lipca 2010 w Warszawie) – polski polityk, poseł na Sejm PRL VI kadencji, wojewoda rzeszowski (1973–1977).

## Życiorys
Syn Stanisława i Katarzyny. W 1941 roku wywieziono go na roboty przymusowe do Niemiec, na których pozostał do zakończenia wojny. W 1946 roku podjął pracę w Zarządzie Gminnym w Dobrej. W 1948 roku wstąpił do Stronnictwa Ludowego, a w 1949 roku wraz z nim do Zjednoczonego Stronnictwa Ludowego. W 1950 roku objął funkcję zastępcy przewodniczącego prezydium Powiatowej Rady Narodowej w Szczecinie, a w 1951 roku przewodniczącego prezydium PRN w Łobzie. W latach 1953–1956 był przewodniczącym Prezydium PRN w powiecie choszczeńskim. W 1956 roku skierowano go na studia do Wyższej Szkoły Nauk Społecznych przy KC PZPR, które przerwał ze względu na wydarzenia październikowe. 
W latach 1957–1958 był sekretarzem Wojewódzkiego Komitetu ZSL w Szczecinie, a od 1959 roku inspektorem i kierownikiem oddziału w prezydium tamtejszej Wojewódzkiej Rady Narodowej. W 1960 roku został przewodniczącym prezydium PRN w Szczecinie. W 1967 roku ukończył studia na Wydziale Inżynieryjno-Ekonomicznym Politechniki Szczecińskiej. W 1968 roku został zastępcą przewodniczącego prezydium WRN w Szczecinie. 
W styczniu 1972 roku został prezesem WK ZSL w Lublinie. Był także zastępcą członka NK ZSL. W wyborach w 1972 roku uzyskał mandat posła na Sejm PRL w okręgu Kraśnik, który pełnił do końca kadencji w 1976 roku. Zasiadał w Komisji Górnictwa, Energetyki i Chemii oraz w Komisji Obrony Narodowej. 
13 grudnia 1973 roku został powołany na stanowisko wojewody rzeszowskiego, a po reformie administracyjnej w 1975 nadal pozostał na stanowisku wojewody rzeszowskiego. 7 września 1977 roku został odwołany z tego stanowiska.
Był żonaty, miał dwoje dzieci.
Pochowany na cmentarzu wojskowym na Powązkach (kwatera AII43-7-5).

## Odznaczenia
- Krzyż Oficerski Orderu Odrodzenia Polski
- Krzyż Kawalerski Orderu Odrodzenia Polski
- Srebrny Krzyż Zasługi (1955)[5]
- Medal 10-lecia Polski Ludowej (1955)[6]